# François-Charles de Veyder
François-Charles, baron de Veyder de Malberg (Franz Karl Freiherr Veyder von Malberg), né le 28 mai 1775 au château de Malberg (aujourd'hui dans l'arrondissement d'Eifel-Bitburg-Prüm) et mort le 10 avril 1830, à l'âge de 55 ans, à Mayence, est un Generalmajor autrichien.

## Famille
François-Charles baron de Veyder, surnommé de Malberg, appartenait à une famille distinguée qui se faisait appeler Seigneur de Malberg, Oberesche, Mehr et Bettenfeld. Les registres aux patentes du Conseil provincial de Luxembourg possèdent les lettres de baron concédées le 10 janvier 1732 par l'empereur Charles VI à François-Maurice de Veyder, écuyer, grand-père du personnage qui nous occupe.
Il épouse le 8 août 1827 Julie née Wallburg, veuve de son frère aîné Friedrich (° 31 juillet 1772 - † 23 mars 1825). Le couple n'a pas d'enfants.

## Biographie
François-Charles était né au château de Malberg qui appartenait à sa famille, termina ses études à l'université de Cologne et entra en 1794, comme cadet au régiment Manfredini (12e régiment d'infanterie de ligne Manfredini d'Autriche) dans les rangs duquel il prit une part à onze campagnes très sanglantes. Déjà en 1795, nous venons de le dire, il appartenait à la garnison de la forteresse de Mayence pendant le siège ; il avait alors le grade d'enseigne. Comme aspirant il y contribua vaillamment à l'assaut des ouvrages de Hechtsheim ainsi qu'à la prise de 38 canons de gros calibre et reçut une blessure.
L'enthousiasme qu'il mettait dans son attachement à ses souverains légitimes l'avait engagé à sacrifier jusqu'à son patrimoine, qui était considérable dans le Luxembourg. Il refusa en effet d'obtempérer à l'invitation que lui adressa le préfet Jean-Baptiste Lacoste de rentrer dans sa patrie sous peine d'être noté comme émigré.
Cependant de Veyder avança de grade en grade, que tous il gagna par sa conduite distinguée ; il assista nommément à soixante-deux actions importantes et batailles décisives, fut pendant six ans adjudant du lieutenant-feldmaréchal Chasteler et employé avec de grands avantages en 1805 et 1809 en Tyrol.
Déjà en 1801 de Veyder obtint la grande médaille d'honneur en or pour s'être distingué à l'avantage du Tyrol ; pour ses actions près de Wörgl, Schwaz et Volders. Il était major lorsqu'il fut décidé par le chapitre de l'ordre militaire de Marie-Thérèse (1811), qu'il recevrait la croix de chevalier de cet ordre.
Présent partout où il y avait du danger pendant ces jours de malheur pour l'Autriche, remplaçant partout le chef que les balles ennemies enlevaient à une division, de Veyder a été constamment le premier à marcher à la tête des siens contre les Français. Près d'Innsbruck il rassembla jusqu'à 15 000 Tyroliens avec lesquels il occupa le 14 mai 1809 la position près du pont de Volder, alors si importante pour toute la province ; il défendit ainsi l'entrée de la capitale du Tyrol au maréchal duc de Danzig qui, s'avançant de Salzbourg avait voulu aller s'en emparer, et sauva ainsi les provisions considérables avec les caisses qui y avaient été laissées, et le 3e bataillon de Vaulx qui était déjà absolument séparé du reste de l'armée ainsi qu'une division Lusignan qui aurait immanquablement été faite prisonnière de guerre. La salutaire influence que ces belles actions exercèrent sur la conservation du Tyrol procura au major Teimer et à Andreas Hofer les moyens de se livrer aux évolutions décisives qui assurèrent cette conservation.
En beaucoup d'autres occasions encore, comme après de sanglantes batailles, les glorieux exploits de de Veyder ont été rappelés dans les ordres du jour de l'armée avec tous les éloges qu'ils méritaient. Tel en fut-il entre autres près de StaraWischna en Vollynice (1812), près de Fribourg et de Wettau en Saxe, près de Leipzig, où il fut blessé, et à l'escarmouche près de Kösen, le 21 octobre 1813, où avec son bataillon de chasseurs il rendit les services les plus signalés.
L'empereur d'Autriche lui conféra la croix de l'ordre impérial de Léopold, et le roi de Sardaigne celle des SS. Maurice et Lazare, en reconnaissance de ses services ainsi que de sa noble conduite pendant qu'il commandait en Savoie, en 1814.
En 1816 il s'acquit des droits à la reconnaissance du Conseil aulique de guerre pour l'organisation du 45e régiment d'infanterie, et l'admiration de l'empereur pour la prudente conduite qu'il fit tenir au 24e. Nommé général-major en 1820, le monarque François Ier d'Autriche lui accorda déjà sept ans plus tard la propriété du 58e régiment. Créé chef de brigade à Karlstadt, de Veyder fut constamment attentif à empêcher autant que possible les attaques de la part de la Bosnie, lesquelles se répétaient si fréquemment qu'on s'y serait presque accoutumé. Il cherchait personnellement et partout à empêcher les collisions, travaillant jour et nuit à terminer les affaires en litige qui y étaient accumulées en grand nombre. Mais le plus grand de ses services sous ce rapport fut sans doute l'activité qu'il mit un jour à l'occasion d'un pillage commis par une horde de Bosniens. Il réunit avec la plus grande célérité toutes les forces dont il pouvait disposer, payant constamment de sa personne sans se ménager contre les fatigues ni les dangers, et marcha contre ces bandits qu'il défit complètement. Cette pénible campagne inocula chez lui le germe de la maladie qui l'enleva peu de mois après son arrivée à Mayence où il venait d'être transféré, comme nous l'avons vu plus haut.